# Ken Wallace
Ken Wallace, född den 26 juli 1983 i Gosford, Australien, är en australisk kanotist.
Han tog OS-guld i K-1 500 meter och OS-brons i K-1 1000 meter i samband med de olympiska kanottävlingarna 2008 i Peking.
Vid de olympiska kanottävlingarna 2016 i Rio de Janeiro tog Wallace en bronsmedalj i K-2 1000 meter tillsammans med Lachlan Tame.